# フォントヴロー修道院

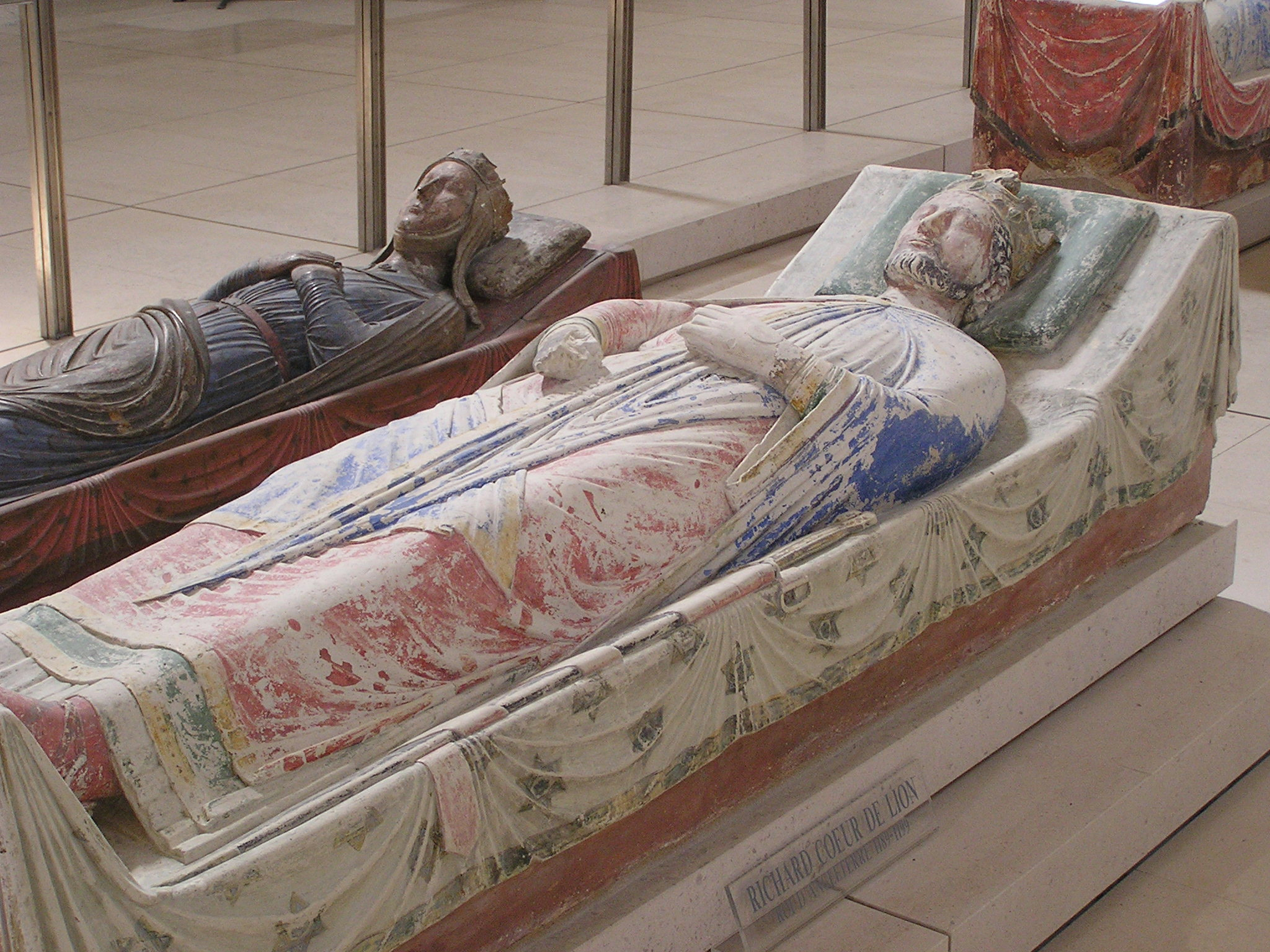
リチャード1世の墓。後方はイザベラ・オブ・アングレームの墓

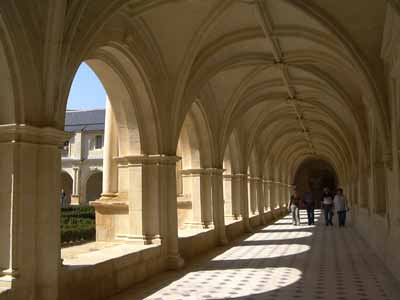
修道院の庭

フォントヴロー修道院（L'abbaye de Fontevraud）は、フランス・メーヌ＝エ＝ロワール県フォントヴロー＝ラベイ近郊にある修道院。巡回説教師ロベール・ダルブリッセルによって創建された。彼はフォントヴロー修道会の創設者である。最初の恒久的な建物は、1110年から1119年にかけ建てられた。

## 歴史
修道院は、男女の聖職者が分かれて生活を送っていた。修道会は外国でも成功をおさめた。多くのフォントヴロー派修道院がイングランドに建てられた。ロベールは、修道会の指導者は女性であるべきだとして、初代院長としてペトロニーユ・ド・シュミエ（Pétronille de Chemillé）を任命した。彼女の後継者となったのはイングランド王ヘンリー2世の伯母にあたるイザベル・ダンジューであった。この措置が、フランス・ブルボン王家を含む多くの高貴で裕福な尼僧を年中惹きつける要因となった。ルイーズ・ド・ブルボンは自らが院長を務めていた間、自分が手を加えたものの多くに自身の紋章を残した。なお創設初期にはプランタジネット家が、イザベル・ダンジューが院長であった時代、さらにヘンリー2世の妃アリエノール・ダキテーヌが夫亡き後に尼僧としてフォントヴローにいた頃を通じ、修道院の有力な後援者であった。
フランス革命の間、修道会は放逐された。最後の院長ダンタンは貧窮のうちにパリで死んだ。1792年8月17日、革命政府の命令により全ての修道院が明け渡され、同年10月1日に完了した。修道院は1804年から1963年まで刑務所として使われ、1963年にフランス文化省のものとなった。
修道院付属教会の修復は、建築家リュシアン・マーニュ（Lucien Magne）の指揮のもと1906年頃に終了した。

## 特徴
修道院にはヘンリー2世と王妃アリエノールの墓、2人の子供リチャード1世とシチリア王グリエルモ2世妃ジョーンの墓がある。ジョーンが2度目の夫トゥールーズ伯レーモン6世との間に生んだ息子トゥールーズ伯レーモン7世の墓、ジョン王の妃イザベラ・オブ・アングレームの墓もある。
ジャン・ジュネは、33歳の時にフォントヴローへ収監されたときの経験を半自伝的小説『薔薇の奇蹟』に書いた。